# بابلو أليغو لوبيز نونيز
بابلو أليغو لوبيز نونيز هو سياسي مكسيكي، ولد في 17 يوليو 1967 في إنسينادا في المكسيك. نشط حزبياً في حزب العمل الوطني. وقد انتخب عضو مجلس النواب المكسيك ‏.